# Крикливство
Крикливство — термін, яким позначається досить поширене в минулому явище психічного розладу схильних до істеричних припадків крикливиць, під час яких вони видають шалені крики. У давнину таку поведінку приписували вселенню у хвору людину диявола або впливу пороблення.
Згадка про біснуватих чоловіків і жінок зустрічаються з XI століття і особливо посилюються в XVI столітті. Апогей крикливства доводиться на XVII—XVIII століття і пов'язується зі зростанням забобонів на тлі церковного розколу після никоніанських реформ. В автобіографії протопопа Авакума є опис крикливиці, яка, коли «нападе на неї біс, починає собакою гавкати, і козою блекотать, і зозулею кувати».
За народними уявленнями, під час нападу крикливиця говорить від імені диявола, і тому від неї можна отримати в цей момент передбачення, дізнатися про пропажу і т. ін. Хоча сучасна церковна традиція може відрізняти крикливство від біснування і юродства.